# كريد 3
كريد 3 هو فيلم دراما رياضي أمريكي من إخراج مايكل بي جوردن وبطولة جوردن، تيسا طومسون، فيليسيا رشاد وجوناثان ميجورز. من المقرر صدور الفيلم في 23 نوفمبر 2022.